# Barranc del Mas Nou
El Barranc del Mas Nou és un corrent fluvial de la Noguera, que neix al Montsec de Badià i desemboca al barranc del Caminer.